# Белевцов, Илья Константинович
Илья Константинович Белевцов (родился 1 мая 2000) — российский гандболист, выступает за гандбольный клуб ЦСКА (Москва) и сборную России по гандболу.

## Карьера

### Клубная
Илья Белевцов родился в городе Лабинске в Краснодарском крае. Занимался многими видами спорта: футболом, волейболом, а потом в Лабинске стал посещать баскетбольную секцию, вместе с командой выезжал на краевые турниры. На одном из соревнований в Усть-Лабинск его заметил гандбольный тренер Юрий Зайцев, который выделил его рост и физические данные и предложил заниматься гандболом. Переехал в Краснодар и очень быстро освоил вид спорта.
С 2015 года выступает за гандбольный клуб СКИФ. Сначала выступал за вторую команду, а к 2020 году является основным игроком клуба. Признавался лучшим игроком своего клуба по итогам месяца. 

### Международная карьера
Илья Белевцов был приглашён в состав сборной России. Участник чемпионата мира 2021 года, который проходил в Египте.

## Достижения
- Чемпион России: 2023, 2024
- Серебряный призер Чемпионата России: 2022, 2025
- Победитель Суперкубка России: 2023, 2024
- Победитель Кубка России: 2024, 2025